# Зармсторф
Зармсторф (нем. Sarmstorf) — община в Германии, районный центр, расположен в земле Мекленбург-Передняя Померания.
Входит в состав района Гюстров. Подчиняется управлению Гюстров-Ланд. Население составляет 533 человек (2009); в 2003 г. - 521. Занимает площадь 10,84 км².